# کریستینا مارتینس
کریستینا مارتینِس (اسپانیایی: Cristina Martinez‎) سرآشپز و کنشگر امور مهاجرتی اهل مکزیک است که در فیلادلفیای پنسیلوانیا ساکن و شاغل است. او خودش یک مهاجر غیرقانونی به ایالات متحده آمریکا است که از مرز سیوداد خوارس، چیئوائوا به‌طور غیرقانونی وارد ایالات متحده آمریکا شد. او شغلی در فیلادلفیا به عنوان شیرینی‌پز در یک رستوران ایتالیایی پیدا کرد و در آنجا با بنجامین میلر، یک شهروند ایالات متحده، آشنا شد و با او ازدواج کرد. در رستوانِ محلِ کارش، به محض اطلاع از وضعیت غیرقانونی اقامت او، وی را از رستوران اخراج کردند و او از آن پس به پختن غذا برای سایر کارگران مکزیکی در آپارتمانش روی آورد. با افزایش تقاضا برای غذاهای کبابی خانگی مارتینس، او و میلر به فروش تاکو از یک چرخ‌دستی در تعطیلات آخر هفته پرداختند. در سال ۲۰۱۵، آنها یک رستوران دائمی به نام «ساوث فیلی باربیکیو» افتتاح کردند. در سال ۲۰۱۶، مجله بن اپتی آن را یکی از ده رستوران برتر جدید آمریکا معرفی کرد. کریستینا و میلر در حمایت از مهاجران غیرقانونی به‌ویژه در صنعت رستوران‌داری فعال هستند و سازمانی به نام «اتحاد مردمی برای حقوق کارگران غیرقانونی» تأسیس کرده‌اند. او در سال ۲۲ برندهٔ جایزهٔ «بهترین سرآشپز» از بنیاد جیمز بیرد شد.